# Serge Adam
Serge Adam (* 1957 in Rouen) ist ein französischer Jazzmusiker (Trompete, Komposition).

## Wirken
Adam erhielt eine akademische Ausbildung als Trompeter und Komponist an den Konservatorien von Caen und Versailles und als Improvisator am Institute for Artistic and Cultural Perception bei Alan Silva und Itaru Oki.
Adam bildete 1993 mit Benoît Dunoyer de Segonzac, François Merville, Pierre-Olivier Govin und Jean-Rémy Guédon die Gruppe Polysons, die international auftrat und zwei Alben vorlegte. 1994 war er Mitbegründer des Trios Les Amants de Juliette (mit Benoît Delbecq und Philippe Foch), das bislang vier Alben veröffentlichte. Seit dem Jahr 2000 spielt er auch im Trio Hradcãny (mit David Venitucci und Philippe Botta), das populäre türkische und osteuropäische Musik mit Jazz verbindet und 2002 ein erstes Album vorlegte; mit dem Gast Bijan Chemirani folgte 2006 das Album Balkanic Jazz. Sein Album Up to 1970 (2014) entstand mit Noël Akchoté, Benoît Delbecq, Pierre de Bethmann, Bobby Jocky, Benjamin Henocq, Romuald Tual, Eric Vernhes, Christelle Séry sowie Djengo Hartlap. Mit Régis Huby veröffentlichte er 2005 das Album Too Fast for Techno.
Weiterhin entwickelte Adam multidisziplinäre Projekte und interaktive Performances. Mit dem Bildhauer und Illustrator Martin Haussmann entstand Pousse-toi de mon soleil. 2009 schuf er das Projekt My Funny Valentine mit dem Elektroniker Romuald Tual. Auch tritt er mit der Sängerin Tania Pividori und der Gitarristin Christelle Séry auf. Mit diesen entstand zu den Texten von Robert Desnos 2016 sein Journal d'une apparition. Musiques sur des Textes de Robert Desnos (Corps et biens).
Seit 2006 arbeitete Adam auch mit Choreographen zusammen und schuf Musik für Tanzstücke. So ist er Komponist und Interpret von Vortex (mit Lionel Hoche, 2006), Souffles Croisés (mit Delphine Caron, 2007), Icons (mit Ziya Azazi, 2007), UW (mit Dalila und Nacera Belaza, 2008) und À la veille de ne partir jamais (mit Flavia Tapias, 2009). Er ist auch auf Alben von Alan Silva, Jean-Rémy Guédon, François Thuillier, Toufic Farroukh, Captain Mercier, Shazz und François Cotinaud zu hören.

## Belege
1. ↑  https://catalogue.bnf.fr/ark:/12148/cb13939915f
2. ↑  My Funny Valentine
3. ↑  Le Triton (2015)

| Personendaten    | Personendaten                                     |
| ---------------- | ------------------------------------------------- |
| NAME             | Adam, Serge                                       |
| KURZBESCHREIBUNG | französischer Jazzmusiker (Trompete, Komposition) |
| GEBURTSDATUM     | 1957                                              |
| GEBURTSORT       | Rouen                                             |